# Karel Burkert
Karel Burkert (ur. 1 grudnia 1909 w Újpeszcie, zm. 26 marca 1991 w Brnie) – czechosłowacki piłkarz, uczestnik MŚ 1938.
W karierze klubowej reprezentował Olympię Brno, Baťa Zlín, Lewskiego Sofia, Židenice Brno (dzisiejszą Zbrojovke) oraz Borovinę Třebíč.
6-krotnie wystąpił w reprezentacji Czechosłowacji, w tym w ćwierćfinale MŚ we Francji w 1938 roku przeciwko Brazylii. Niektóre źródła podają, iż czasie gry w Bułgarii, w 1934 roku, zaliczył jeden występ w tamtejszej reprezentacji, jednak Bułgaria nie rozegrała w tym roku żadnego spotkania, więc wiadomość ta jest błędna.